# Vuelta a España

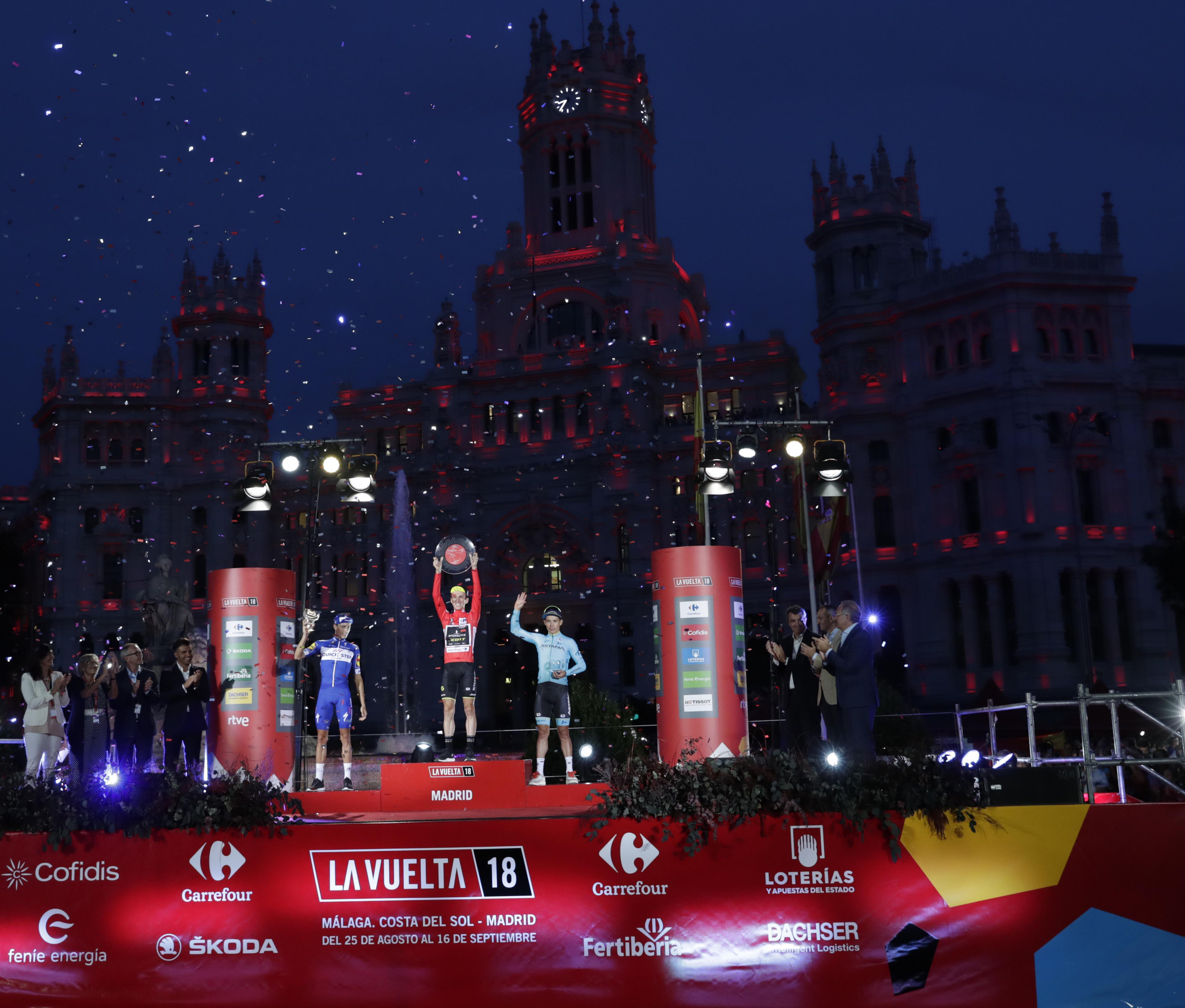
Podium der Vuelta in Madrid (2018)

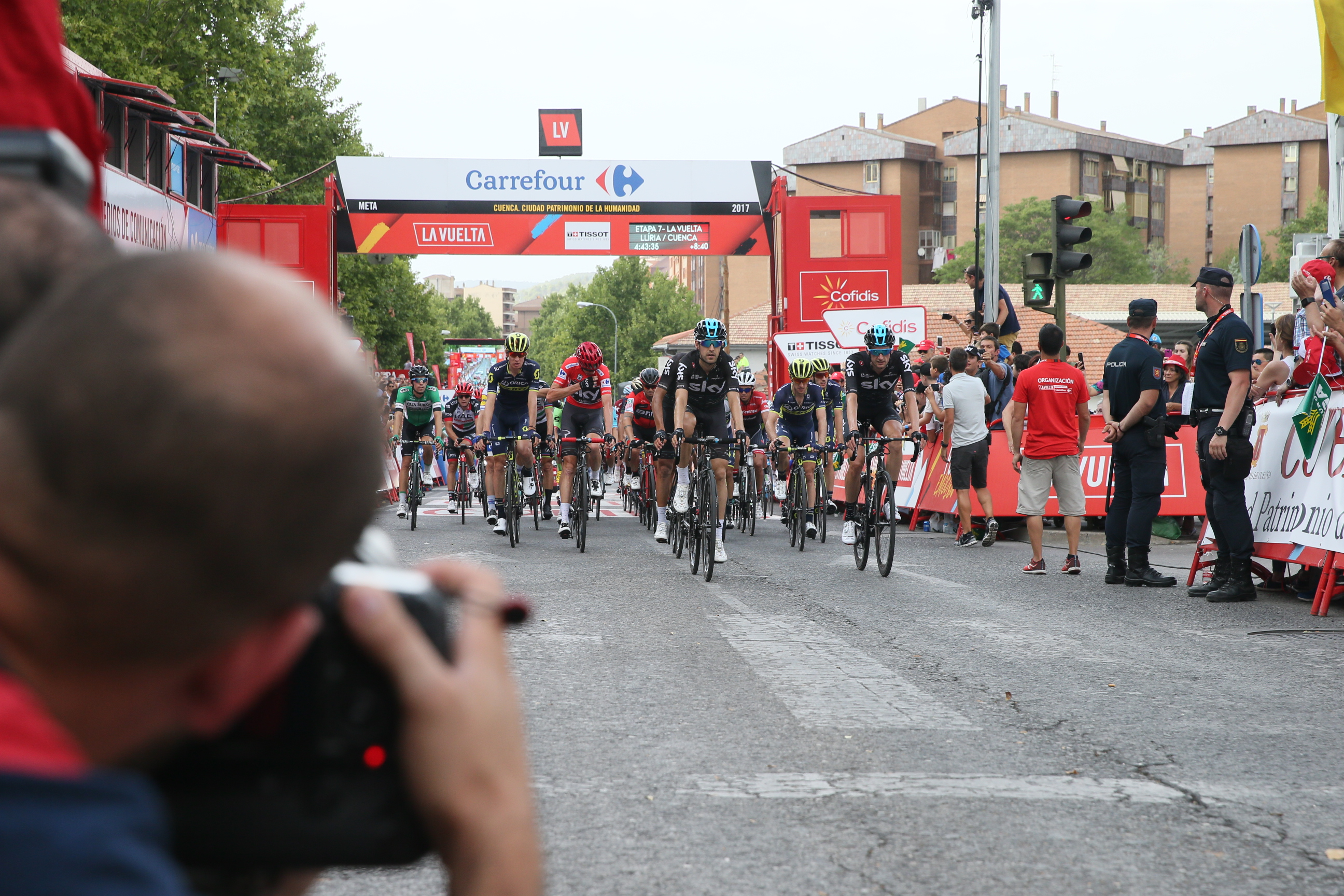
Zielankunft der Vuelta in Cuenca (2017)

Das Straßenradrennen La Vuelta Ciclista a España, kurz Vuelta a España (dt.: Spanienrundfahrt) ist eine der drei „Grand Tours“ im Radsport und nach der Tour de France und dem Giro d’Italia das drittwichtigste Etappenrennen der Welt.
Seit 2005 gehört die Vuelta a España zur UCI ProTour bzw. zur Nachfolgeserie UCI WorldTour. Veranstalteter ist Unipublic, der seit 2014 eine Tochtergesellschaft der Amaury Sport Organisation (ASO) ist.

## Bedeutung
Die Vuelta a España ist die jüngste der drei dreiwöchigen Landesrundfahrten, die auch als Grand Tours bezeichnet werden. Laut dem aktuellen Punktesystem der Weltrangliste (Stand 2023) liegt sie in der Wertigkeit unter der Tour de France (1000 Punkte) und auf gleicher Ebene mit dem Giro d’Italia (850 Punkte), obwohl sie aufgrund ihrer kürzeren Geschichte meist als drittwichtigste Landesrundfahrt angesehen wird. Im Radsportkalender wird die Vuelta a España als letzte große Rundfahrt seit 1995 traditionell Ende August angesetzt. Dies führt dazu, dass die startenden Gesamtklassement-Fahrer meist bereits entweder den Giro d’Italia im Mai oder die Tour de France im Juli absolviert haben. Andere Fahrer, wie Sprinter oder Klassiker-Spezialisten hingegen, nutzen die Spanien-Rundfahrt häufig, um sich auf die UCI-Straßen-Weltmeisterschaften vorzubereiten. Weiters bietet die Vuelta a España die Möglichkeit, verpasste Spitzenresultate oder Etappensiege aus den anderen beiden Grand Tours nachzuholen.
Viele junge Fahrer bestreiten mit der Vuelta a España ihre erste dreiwöchige Rundfahrt, da die Medienpräsenz im Vergleich zur Tour de France um ein Vielfaches geringer ist. Weiters ist die Spanien-Rundfahrt in Bezug auf ihre Streckenführung leichter einzustufen als der Giro d’Italia, der vor allem in der letzten Woche über lange und schwere Bergetappen führt. Im Gegensatz dazu setzt die Organisation der Spanien-Rundfahrt in der jüngeren Vergangenheit vermehrt auf kurze Etappen mit steilen Anstiegen. Fahrer, die in den letzten Jahren ihr Grand Tour Debüt bei der Vuelta a Espana feierten, waren unter anderen Nairo Quintana (2012), Jai Hindley (2018), Tadej Pogačar (2019), Jonas Vingegaard (2020), Thomas Pidcock (2021) und Juan Ayuso (2022).

## Geschichte

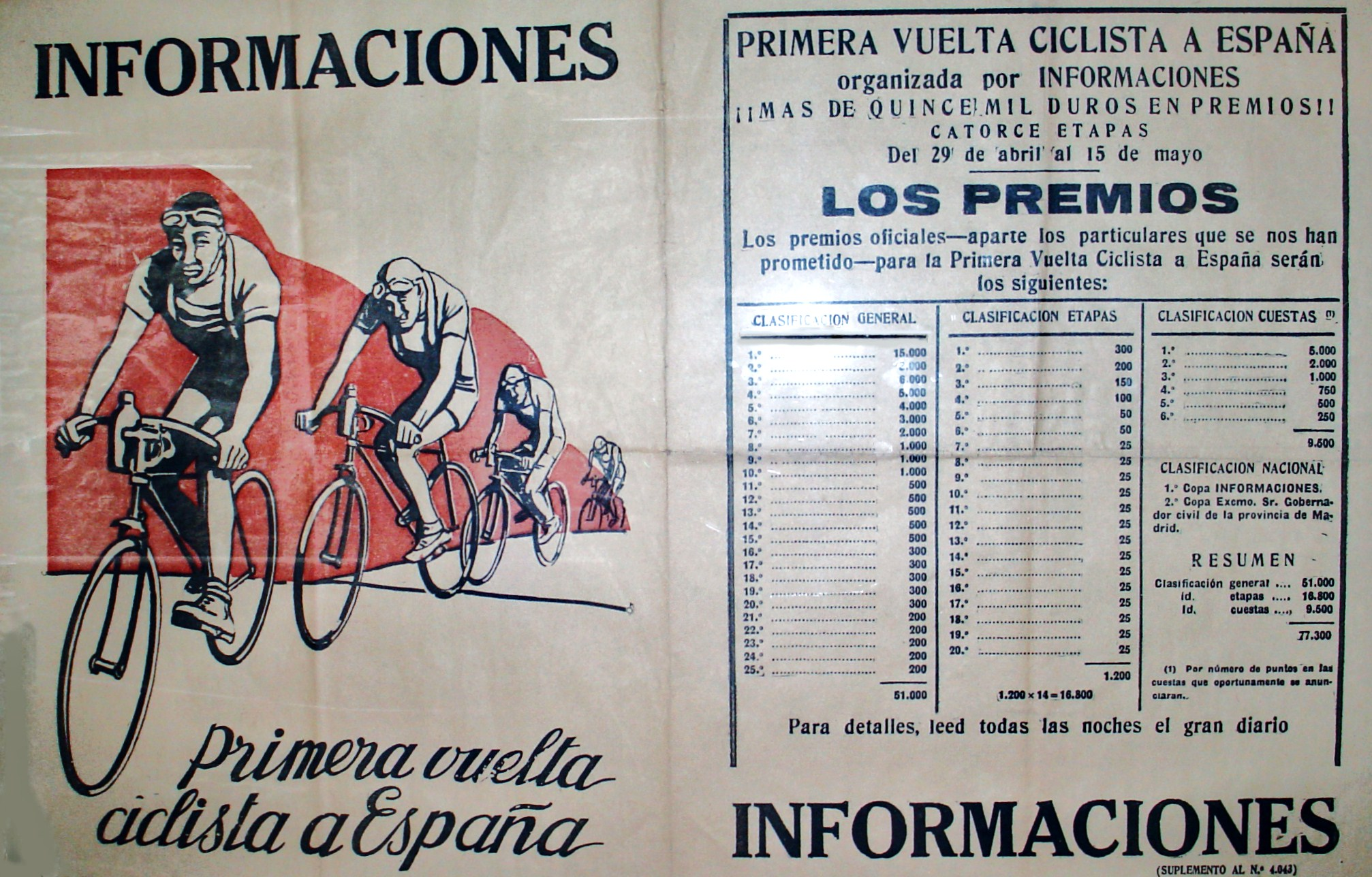
Anzeige der ersten Ausgabe (1935)

Wie auch bei etlichen anderen Radrennen sind die Anfänge der Vuelta a España auf eine Zeitschrift zurückzuführen. Im Jahr 1935 organisierten der Direktor der Informaciones, Juan Pujol, und der Journalist und Radsportler Clemente López Dóriga die erste Austragung des spanischen Etappenrennens. Als Vorbild galten die Tour de France und der Giro d’Italia, die in den Jahren 1903 und 1909 ihre Erstaustragung hatten und sich großer Beliebtheit erfreuten. Die Spanien-Rundfahrt fand im Folgejahr (1936) erneut statt, ehe sie aufgrund des Spanischen Bürgerkriegs zwischen 1937 und 1940 nicht durchgeführt wurde. 1941 und 1942 wurde das Etappenrennen erneut ausgetragen, ehe der Zweite Weltkrieg eine neuerliche Pause in den Jahren 1943 und 1944 brachte. Seit dem Jahr 1955 findet die Vuelta a España jährlich statt und wurde auch während der COVID-19-Pandemie im Jahr 2020 ausgetragen.

### 1935–1936
Die erste Austragung der Vuelta a España startete am 29. April des Jahres 1935 und führte auf dem ersten Abschnitt von der Hauptstadt Madrid über 185 Kilometer nach Valladolid. Insgesamt mussten die 50 Starter 3.425 Kilometer auf 14 Etappen zurücklegen, ehe sie das Ziel der Rundfahrt in Madrid erreichten. Die Strecke führte im Uhrzeigersinn über die großen Städte des Landes und machte unter anderen in Bilbao, Barcelona, Valencia, Granada und Sevilla halt. Die längste Etappe führte damals über 310 Kilometer von Saragossa nach Barcelona, welche im modernen Radsport unüblich ist. Sieger der ersten Vuelta a España war der Belgier Gustaaf Deloor, der sich ein Duell mit dem Spanier Mariano Cañardo lieferte. Die Siegerzeit der ersten Austragung betrug rund 120 Stunden, was einer Durchschnittsgeschwindigkeit von 27,2 km/h entspricht. Bei der zweiten Austragung im Jahr 1936 verteidigte Gustaaf Deloor seinen Gesamtsieg und triumphierte vor seinem Bruder Alfons Deloor. Die Strecke wurde diesmal gegen den Uhrzeigersinn gefahren und die Etappenanzahl auf 21 erhöht, was eine Gesamtdistanz von 4.362 Kilometern zur Folge hatte, die ohne Ruhetag absolviert wurde. Im Juli desselben Jahres brach der Spanische Bürgerkrieg aus, der bis in den April des Jahres 1939 anhalten sollte. Die Vuelta a España hatte ihre dritte Austragung jedoch erst im Jahr 1941.

### 1941–1942
Während die Tour de France und der Giro d’Italia in den Jahren 1941 und 1942 aufgrund des Zweiten Weltkriegs ausfielen, führte die Vuelta a España zwei weitere Austragungen in den Kriegsjahren durch. Mit gerade einmal 32 Startern im Jahr 1941, von denen nur vier keine Spanier waren, wirkte sich der Krieg jedoch auf die Veranstaltung aus. Das Format der 21 Etappen änderte sich bei der dritten Austragung nicht, wobei erstmals ein Einzelzeitfahren durchgeführt wurde, das über 53 Kilometer von Gijón nach Oviedo führte. Im Kampf um den Gesamtsieg kam es zu einem Duell zwischen Julián Berrendero und Fermín Trueba, das erst am letzten Tag zugunsten des erstgenannten zu Ende ging. 1942 konnte Julián Berrendero erneut den Gesamtsieg bei der vierten Austragung der Spanien-Rundfahrt feiern, ehe aufgrund des Zweiten Weltkriegs auch die Vuelta a España für zwei Jahre pausiert werden musste.

### 1945–1950
Im Jahr 1945 kehrte die Vuelta a España nach zweijähriger Pause zurück, wobei sich der Organisator mit der Zeitschrift Diario Ya geändert hatte. Trotz großer Schwierigkeiten konnte die fünfte Austragung der Spanien-Rundfahrt im Jahr 1945 durchgeführt werden. Wie in allen vorangegangenen Austragungen bildete bis ins Jahr 1950 erneut Madrid den Start und Zielort der Rundfahrt. Die Etappenanzahl variierte jedoch in dieser Zeit. So wurden etwa 1945 nur 19 Etappen ausgetragen, während im Jahr 1947 sogar 24 Etappen auf dem Programm standen. Nach und nach kehrten auch vermehrt ausländische Fahrer ins Peloton der Vuelta a España zurück, wobei das Starterfeld mit rund 50 Fahrern weiterhin überschaubar blieb. Mit Delio Rodríguez (1945), Dalmacio Langarica (1946), Bernardo Ruiz (1948) und Emilio Rodríguez (1950) dominierten in jener Zeit die Spanier die Gesamtwertung. Einzig der Belgier Edward Van Dijck konnte im Jahr 1947 die spanische Vorherrschaft brechen, als er die Gesamtwertung vor Manuel Costa und Delio Rodríguez gewann. 1949 fand keine Vuelta a España statt.

### 1955–1959
1955 veranstaltete die baskische Zeitung El Correo - El Pueblo Vasco die 10. Austragung der Vuelta a España, die fortan jährlich stattfinden sollte. Der baskische Einfluss des neuen Organisators zeigte sich vor allem dadurch, dass der Spanien-Rundfahrt in den folgenden Jahren Bilbao als Start- und Zielort diente, und Madrid meist nur im Verlauf der Rundfahrt passiert wurde. Zudem verließ die Vuelta a España 1955 erstmals die Landesgrenzen ihres Heimatlandes und führte bis 1957 jährlich nach Bayonne, das Teil des französischen Baskenlandes ist. Eine weitere Erneuerung war die Startliste des Rennens. Anders als in den vergangenen Austragungen starteten die Fahrer nicht mehr als Einzelstarter, sondern wurden in Nationalteams eingeteilt. So konnten 1955 pro Nation sechs Fahrer an den Start gehen, wobei Spanien mit zwei Nationalmannschaften sowie acht Regionalmannschaften (z. B. Kastilien, Katalonien etc.) deutlich mehr Fahrer ins Rennen schickte. Diese Änderung, die auch bei der Tour de France und dem Giro d’Italia vorgenommen wurde, führte nicht nur zu einem größeren Starterfeld von über 100 Fahrern, sondern sorgte auch für mehr ausländische Starter bei der Rundfahrt. Zudem konnten erstmals Mannschaftszeitfahren ausgetragen werden, die bis heute fast jährlich bei der Vuelta a España auf dem Programm stehen. Das erste Mannschaftszeitfahren der Spanien-Rundfahrt führte im Jahr 1955 über 12 Kilometer durch Madrid, wobei sich die italienische Nationalmannschaft am stärksten präsentierte. Dass die spanische Vorherrschaft vorerst gebrochen war, zeigte sich auch dadurch, dass sich zwischen 1955 und 1959 mit Jesús Loroño (1957) und Antonio Suarez (1959) nur zwei weitere Spanier in die Siegerliste des Rennens eintrugen. Frankreich stellte mit Jean Dotto (1955) und Jean Stablinski (1958) zwei Gesamtsieger, während Italien mit Angelo Conterno (1956) ebenfalls einmal die Vuelta a España gewann.

### 1960–1969
Gegen Ende der 1950er Jahre kündigte sich bereits allmählich das Ende der Nationalteams an, da sie nach und nach von Profi-Radsportteam ersetzt wurden. 1960 starteten erstmals nur von Sponsoren geleitete Teams, in denen zehn Fahrer aus den unterschiedlichen Nationen zugelassen waren. Hinsichtlich der Strecke kam es in den 1960er Jahren nur zu geringen Veränderungen. Weiterhin prägten in erster Linie die großen spanischen Städte die Etappen, wobei der Startort der Rundfahrt nicht mehr mit dem Zielort übereinstimmte, so dass das Rennen nicht mehr in einer Schleife absolviert wurde. Die Auftakt-Etappen starteten zudem mit Gijón, Barcelona, Benidorm, Vigo, Murcia, Saragossa und Badajoz in den unterschiedlichsten Regionen Spaniens. Die letzte Etappe endete jedoch weiterhin entweder in Madrid oder Bilbao. Während die Tour de France und der Giro d’Italia zwischenzeitlich Bergankünfte in Skiorten wie Alpe d’Huez bzw. Cervinia abhielten, blieb die Vuelta a España ähnlichen Etappen jedoch fern. Erste Annäherungen an höhere Gebirgspässe, wie den Port d’Envalira (2408 m) gab es im Jahr 1965, als die Spanien-Rundfahrt auf dem Weg nach Andorra über die Pyrenäen führte. Nach den Gesamtsiegen des Belgiers Frans De Mulder (1960) und des Spaniers Angelino Soler (1961), triumphierte mit Rudi Altig (1962) erstmals ein deutscher Fahrer bei einer der drei großen Landesrundfahrten. Nur ein Jahr später siegte sein französischer Teamkollege Jacques Anquetil bei der Vuelta a España 1963 und war somit der erste Fahrer, der die Gesamtwertung aller drei Grand Tours gewonnen hatte. Der Sieg von Jacques Anquetil erhöhte die Popularität der Spanien-Rundfahrt und im Folgejahr siegte mit Raymond Poulidor (1964) ein weiterer Star der damaligen Radsportwelt. Mit dem zweiten deutschen Gesamtsieger Rolf Wolfshohl (1965), Francisco Gabica (1966), Jan Janssen (1967), Felice Gimondi (1968) und Roger Pingeon (1969) gewannen in den anschließenden Austragungen weitere bekannte Radsportler. Mit dem Sieg im Jahr 1968 trug sich mit dem Italiener Felice Gimondi ein weiterer Fahrer in die Liste jener Athleten ein, die mit der Tour de France, dem Giro d’Italia und der Vuelta a España alle drei Grand Tours gewonnen hatten.

### 1970–1979
Ab 1970 wurde die Spanien-Rundfahrt für die nächsten Jahre mit einem Prolog gestartet. Die Etappenanzahl pendelte sich allmählich auf 19 ein, wobei keine Ruhetage und teilweise Tage mit zwei Etappen (getrennt in a und b) abgehalten wurden. Maßgeblichen Einfluss auf die 1970er Jahre hatte der Bürgerkrieg im Baskenland. Zweimal kam es im Rahmen einer Etappe, die durch das Baskenland führte, zu Explosionen, die durch Bomben der ETA verursacht wurden. Nach dem zweiten Anschlag im Jahr 1978 entschloss sich die Organisation schließlich, die Region zu meiden, was sie bis ins Jahr 2011 tatsächlich umsetzte. Dies wirkte sich auch auf die Stadt San Sebastián aus, die nach Madrid und Bilbao zwischen den Jahren 1972 und 1978 ebenfalls als Zielort der letzten Etappe der Rundfahrt gedient hatte. Nur ein Jahr später, 1979, übernahm Unipublic die Organisation von der baskischen Zeitschrift El Correo - El Pueblo Vasco und war somit bereits der vierte Ausrichter der Rundfahrt. Eine weitere Erneuerung brachte die Einführung von Bergankünften, die jedoch weiterhin nur sporadisch genutzt wurden. Die erste Bergankunft fand im Jahr 1972 auf der 12. Etappe statt. Damals kam José Manuel Fuente mit einem Vorsprung von sechseinhalb Minuten auf den Zweitplatzierten in Formigal an und übernahm das Leader-Trikot, das er bis zum Ende der Rundfahrt nicht mehr abgab. Zwei Jahre später konnte der Spanier im Jahr 1974 seine Heimatrundfahrt erneut gewinnen. Weitere Sieger der Vuelta a España waren in jenen Jahren: Luis Ocaña (1970), Ferdinand Bracke (1971), Augustín Tamames (1975), José Pesarrodona (1976), Freddy Maertens (1977) und Joop Zoetemelk (1979). Dazwischen schrieben sich in den Jahren 1973 und 1978 die beiden Radsportgrößen Eddy Merckx und Bernard Hinault in die Siegerliste des Rennens ein. Eddy Merckx bestritt die Vuelta a España nur ein einziges Mal und holte sich neben dem Gesamtsieg auch die Punkte- und Kombinationswertung sowie sechs Etappensiege. Auch Bernard Hinault gewann die Spanien-Rundfahrt bei seinem ersten Antritt und kehrte wenige Jahre später zu erneutem Triumph zurück. Beide trugen sich mit ihrem Vuelta a España-Sieg in die Liste jener Fahrer ein, die alle drei Grand Tours mindestens einmal gewonnen hatten.

### 1980–1989

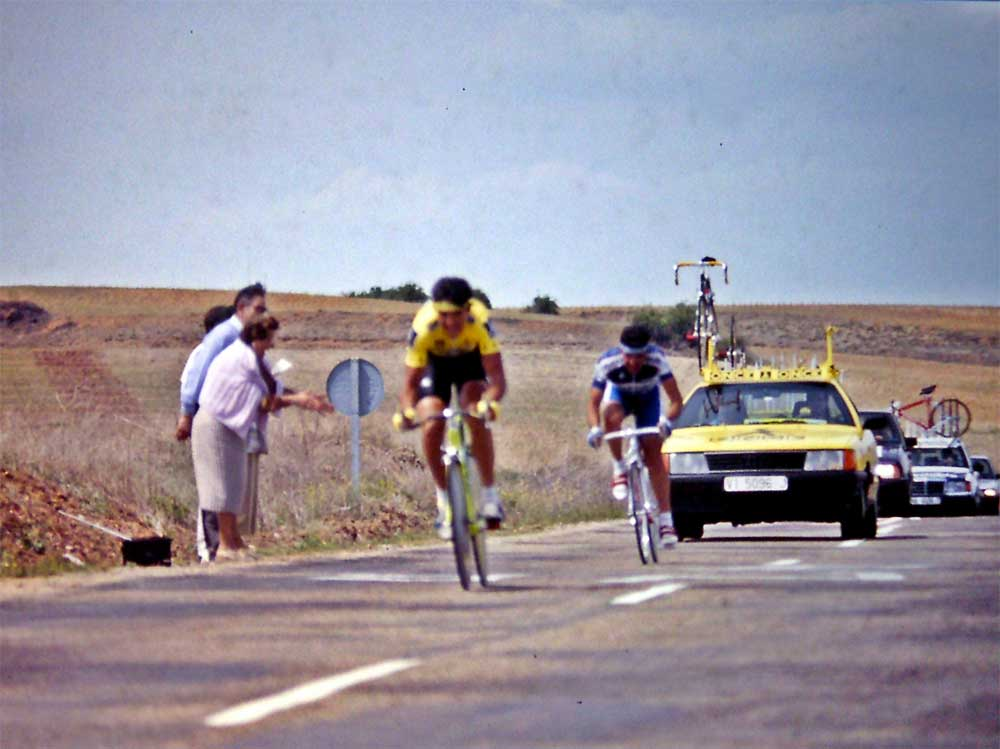
Pedro Delgado im Zeitfahren von Valladolid nach Medina del Campo (Vuelta a España 1989)

In den 1980er Jahren kam es zu einem deutlichen Anstieg der Starter. Während in den Jahren zuvor meist nur zehn Teams die Vuelta a España in Angriff genommen hatten, verdoppelte sich die Zahl gegen Ende des Jahrzehnts. Zudem drang die Spanien-Rundfahrt in neue Gebiete vor und führte nach einer Etappe auf Mallorca im Jahr 1975, den Start der Rundfahrt im Jahr 1988 auf Teneriffa durch. Trotz der großen Distanz zwischen der Kanarischen Insel und dem spanischen Festland, startete die anschließende Etappe bereits am nächsten Tag in Alcalá del Río. Ruhetage blieben generell weiter aus, doch die Etappenanzahl erhöhte sich auf 22, wobei die erste Etappe nach wie vor aus einem kurzen Zeitfahren bestand. Die Anzahl der teils neuen Bergankünfte, wie zu den Lagos de Covadonga oder in die Sierra Nevada, blieb weiter moderat, während sich Madrid nach und nach wieder als fixer Schlusspunkt der Rundfahrt etablierte. Im Kampf um die Gesamtwertung zeigten sich die Spanier erneut als stärkste Kraft und feierten in den 1980er Jahren durch Faustino Rupérez (1980), Marino Lejarreta (1982), Álvaro Pino (1986) und zweimal Pedro Delgado (1985, 1989) gleich fünf Siege in zehn Jahren. Neben Pedro Delgado triumphierte auch Bernard Hinault im Jahr 1983 zum zweiten Mal. Sein Landsmann Éric Caritoux setzte sich bei der Vuelta a España 1984 mit gerade einmal sechs Sekunden Vorsprung gegenüber Alberto Fernández durch, was bis heute der geringste Abstand zwischen Sieger und Zweitplatzierten bei einer Grand Tour ist. Während Giovanni Battaglin (1981) als dritter Italiener die Spanien-Rundfahrt für sich entschied, kamen neue siegreiche Nationen mit dem Kolumbianer Luis Herrera (1987) und dem Iren Sean Kelly (1988) hinzu. Luis Alberto Herrera war zudem der erste Nicht-Europäer, der die Vuelta a España gewinnen konnte.

### 1990–1999

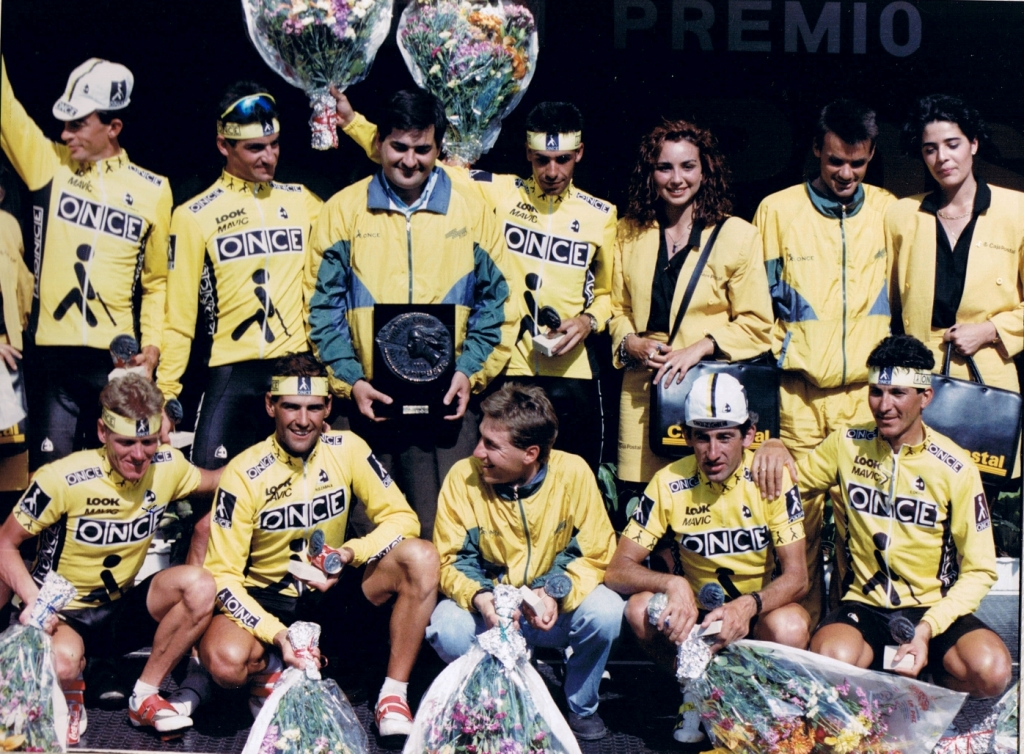
Das ONCE-Look-Mavic Team als Sieger der Mannschaftswertung (1991)

Die 1990er Jahre der Spanien-Rundfahrt wurden vor allem durch ihre Terminverschiebung geprägt. Mit wenigen Ausnahmen fand die Vuelta a España seit ihrer Erstaustragung im Jahr 1935 zwischen Ende April und Anfang Mai statt. Dies führte teilweise zu Überschneidungen mit dem Giro d’Italia, der traditionell im Mai gestartet wird. Um nicht in Konkurrenz zu der Italien-Rundfahrt zu treten und um mehr Fahrer für die Spanien-Rundfahrt zu gewinnen, wurde das Rennen im Jahr 1995 in den September verlegt. Der neue Termin wurde nun zwischen der Tour de France und den UCI-Straßen-Weltmeisterschaften angesetzt. Änderungen gab es auch, was die Streckenführung der Vuelta a España betraf. Die traditionellen Etappen, die die großen Städte des Landes miteinander verbinden, wurden vermehrt von Bergankünften abgelöst. Zudem führte die Vuelta a España im Jahr 1997 erstmals einen Auslandstart in der portugiesischen Hauptstadt Lissabon durch. Einen großen Einfluss auf den Rennausgang hatten die Einzelzeitfahren, von den meist mehrere innerhalb von einer Austragung abgehalten wurden, und die über Distanzen von rund 40 Kilometer führten. So wurden im Jahr 1991 gleich fünf Zeitfahretappen abgehalten, welche insgesamt 173,5 Kilometer der Gesamtstrecke ausmachten. Gesamtsieger jener Austragung war Melchor Mauri, der drei der vier Einzelzeitfahren gewann und letzten Endes Madrid mit fast drei Minuten Vorsprung auf Miguel Indurain erreichte. 1990 gewann der Italiener Marco Giovannetti die Spanien-Rundfahrt, ehe der Schweizer Tony Rominger mit 1992, 1993, und 1994 drei Gesamtsiege hintereinander feiern konnte, was zuvor noch keinem anderen Fahrer gelungen war. Nach einem kurzen französischen Intermezzo im Jahr 1995 durch Laurent Jalabert folgte mit Alex Zülle ein weiterer Schweizer, der die Vuelta a España sowohl 1996 als auch 1997 für sich entschied. 1998 bestritt Lance Armstrong nach überstandener Krebserkrankung seine fünfte Grand Tour bei der Spanien-Rundfahrt und beendete diese auf dem vierten Gesamtrang. Der Amerikaner, der anschließend siebenmal bei der Tour de France triumphierte (Siege wegen Doping aberkannt), kehrte jedoch nicht mehr zur Vuelta a España zurück. Sieger der 53. Austragung war der Spanier Abraham Olano, ehe ein Jahr später Jan Ullrich als dritter und bisher letzter Deutscher die Vuelta a España 1999 gewann. Mit dem Alto de Angliru schien 1999 erstmals der wohl bekannteste Anstieg der Spanien-Rundfahrt in der Streckenführung auf. Mit Rampen von über 20 % und Kilometerschnitten jenseits der 15 % bildete der Anstieg zudem den Startschuss für ähnlich steile Anstiege.

### 2000–2009

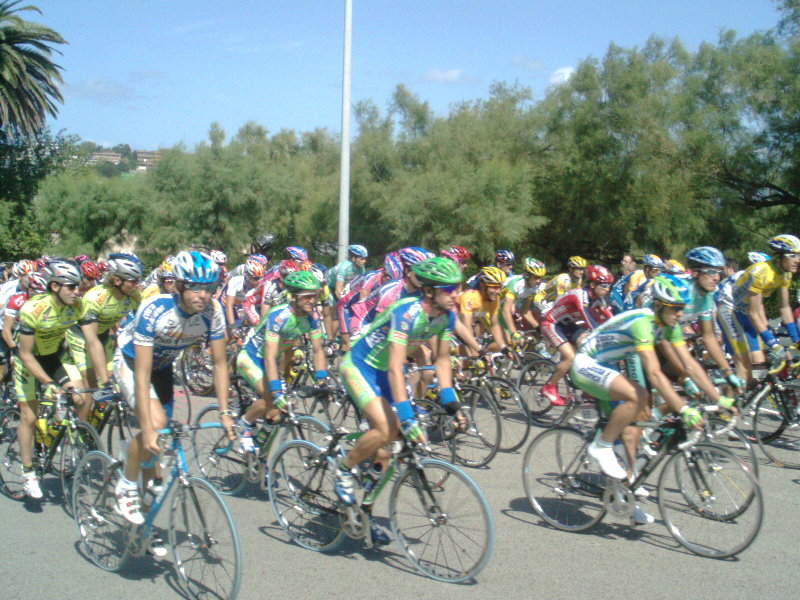
Die Vuelta in Santander (2003)

Allmählich begann sich in den 2000er Jahren der Grand Tour Standard von 21 Etappen und zwei Ruhetagen durchzusetzen. Die Bedeutung von Schlussanstiegen nahm bei der Vuelta a España weiter zu, wobei in erster Linie längere und flachere Steigungen gewählt wurden. Das Zeitfahren verlor etwas an Bedeutung, blieb jedoch weiterhin ein Fixpunkt der Rundfahrt. Besonders zum Auftakt der Austragungen wurden vermehrt Mannschaftszeitfahren abgehalten, die auf Rundkursen in den größeren Städten des Landes ausgetragen wurden. Mit dem Start der Spanien-Rundfahrt in Assen im Jahr 2009 und den anschließenden Etappen nach Lüttich, passierte die Vuelta a España mit den Niederlanden, Deutschland und Belgien gleich drei neue Länder. Die 2000er Jahre der Vuelta a España wurden in erster Linie durch spanische Erfolge geprägt. Mit vier Siegen in den Jahren 2000, 2003, 2004 und 2005 brach Roberto Heras den bisherigen Rekord an Gesamtsiegen von Tony Rominger. 2001 und 2002 siegten mit Ángel Casero und Aitor González Jiménez zwei weitere Spanier, ehe sich mit Kasachen Alexander Winokurow (2003) und dem Russen Denis Menschow (2004) zwei weitere Nationen in die Siegerlisten eintrugen. 2008 gewann Alberto Contador nach dem Giro d’Italia auch die Vuelta a España, und war somit der erste Fahrer seit Marco Pantani, der im Jahr 1998 ebenfalls zwei Grand Tours innerhalb von einem Jahr gewonnen hatte. Durch seinen Sieg bei der Tour de France im Jahr zuvor gehörte nun auch Alberto Contador zu jenen Fahrern, die alle drei Grand Tours gewinnen konnten. Ein Jahr nach Alberto Contador gewann sein Landsmann Alejandro Valverde mit der Vuelta a España 2009 seine einzige dreiwöchige Landesrundfahrt. Mit dem Jahr 2005 war die Vuelta a España Teil der neu geschaffenen UCI ProTour. Diese schrieb dem Veranstalter des Rennens vor, welche Mannschaften bei der Rundfahrt starten durften, was Spannungen und schlussendlich den Austritt der Spanien-Rundfahrt aus der ProTour zur Folge hatte.

### 2010–2019

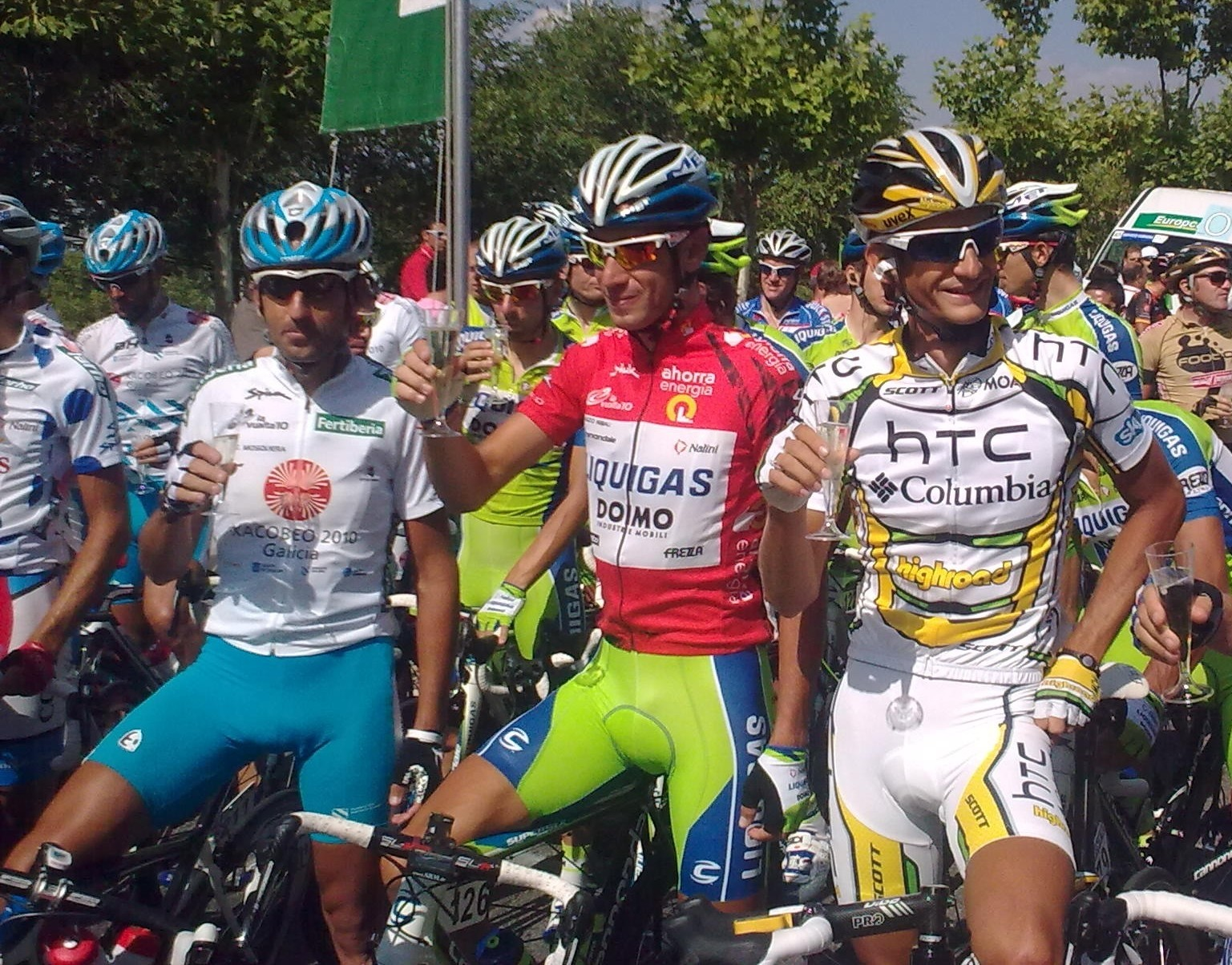
Vincenzo Nibali im Roten Trikot (2010)

Seit dem Jahr 2011 ist die Vuelta a España ein Teil der UCI WorldTour, die die von Problemen und Konflikten geplagte UCI ProTour ablöste, und gehört somit zur Serie der größten und wichtigsten Rennen des Straßenradsports. Zudem wechselte der Eigentümer der Rundfahrt erneut, nachdem die A.S.O., die auch die Tour de France veranstaltet, den bisherigen Veranstalter Unipublic kaufte. Im weiteren Trend der Streckengestaltung setzte die Organisation immer mehr auf kurze und steile Bergankünfte, während die Anzahl der Zeitfahrkilometer weiter stark reduziert wurde. So verblieb neben dem Mannschaftszeitfahren zu Beginn der Rundfahrt nur noch ein Einzelzeitfahren, das meist über rund 30 Kilometer führte. Die zunehmende Anzahl der Bergankünften und steilen Rampen, die am Ende der Etappen gefahren wurden, führte dazu, dass die Anzahl der Sprinter, die bei der Spanien-Rundfahrt starten stark zurückging. Im Jahr 2016 gingen sogar die Hälfte aller Etappen am Ende einer Steigung zu Ende. Zudem zeigte sich die Spanien-Rundfahrt experimentierfreudig und überraschte jährlich mit neuen steilen und engen Anstiegen, die oft als „rampas inhumanas“ bezeichnet werden. 2017 fand mit Nîmes der dritte Auslandstart des Rennens statt. Als Sieger des Jahres 2010 ging Vincenzo Nibali hervor, der mit dem neu eingeführten Roten Trikot in Madrid einfuhr. In den Folgejahren gewann der Italiener mit dem Giro d’Italia und der Tour de France auch die beiden anderen Grand Tours. Im Jahr 2011 wurde dem Sieger Juan José Cobo der Titel aufgrund von Doping aberkannt, was ein Novum in der Geschichte der Vuelta a España darstellte. 2012 kehrte Alberto Contador nach einer zweijährigen Dopingsperre ins Peloton zurück und gewann seine zweite Spanien-Rundfahrt, ehe er zwei Jahre später, im Jahr 2014, erneut siegte. Dazwischen gewann der Amerikaner Christopher Horner im Alter von 41 Jahren die Vuelta a España und ist seither der älteste Fahrer, der jemals eine dreiwöchige Landesrundfahrt gewinnen konnte. 2015 übernahm Fabio Aru auf der letzten Etappe vor dem Finale in Madrid die Gesamtführung von Tom Dumoulin, und krönte sich zum sechsten italienischen Sieger der Rundfahrt. Ein Jahr später folgte ein weiterer kolumbianischer Erfolg durch Nairo Quintana, der die Vuelta a España 2016 gewann. 2017 gewann Chris Froome seine zweite Vuelta a España, nachdem er 2011 für Juan José Cobo als Sieger nachgerückt war. Der Brite hatte zuvor auch die Tour de France des Jahres 2017 gewonnen und war somit der erste Fahrer seit Alberto Contador, der zwei dreiwöchige Landesrundfahrten innerhalb von einem Jahr gewinnen konnte. Im Jahr darauf gewann er auch den Giro d’Italia, womit er sich als bisher letzter Fahrer in die Liste jener Athleten eintragen konnte, die alle drei Grand Tours für sich entschieden. Mit Simon Yates (2018) folgte ein weiterer britischer Sieger, ehe der Slowene Primož Roglič im Jahr 2019 seine erste Vuelta a España gewann.

### Seit 2020

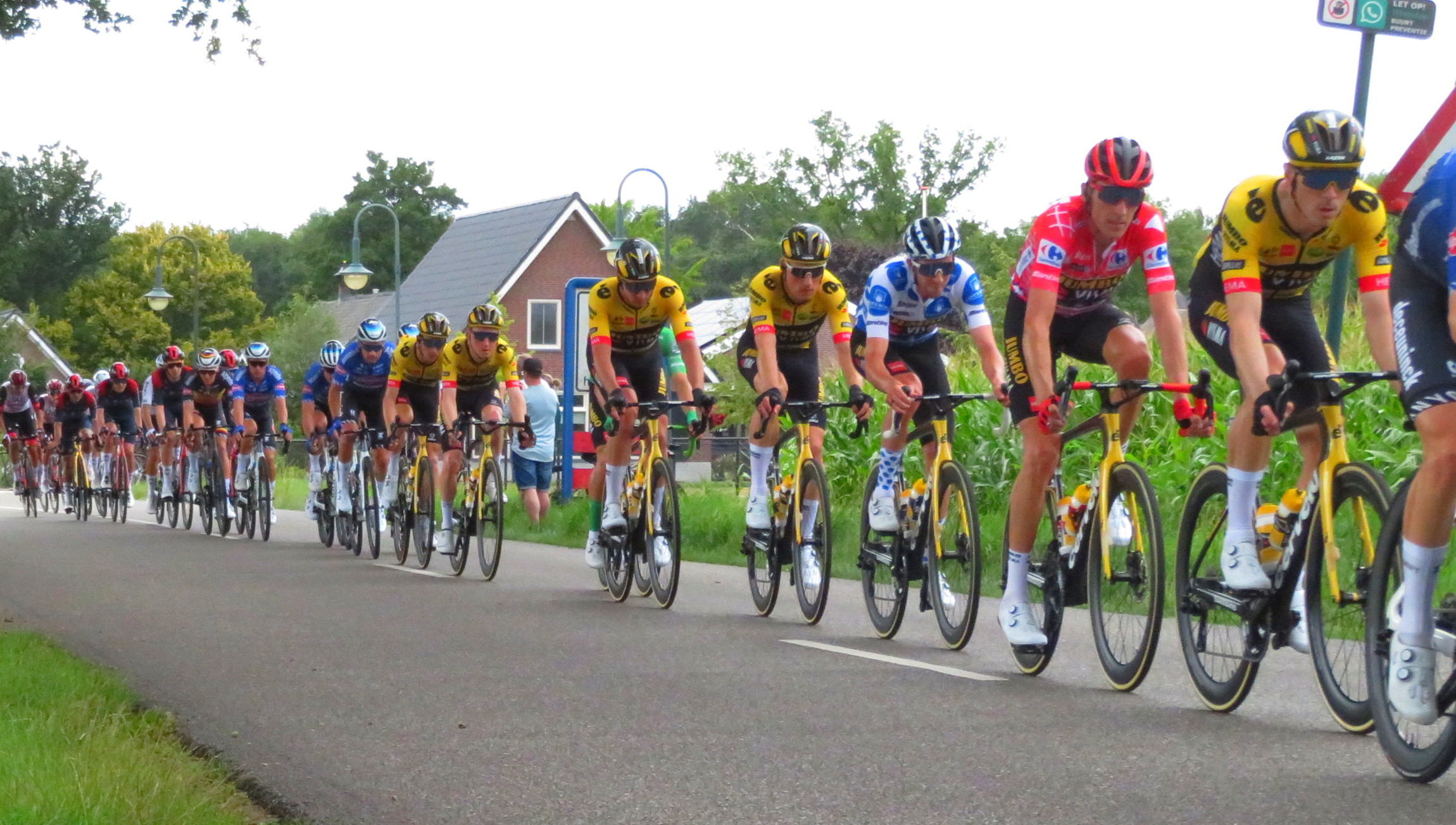
Der Gesamtführende Robert Gesink beim Auslandsstart in den Niederlanden (2022)

Im Jahr 2020 wurde der Radsportkalender maßgeblich durch die COVID-19-Pandemie beeinflusst. Nachdem im Frühjahr keine Rennen gefahren werden konnten, wurden mehrere Rennen in den Herbst verlegt, wodurch sich die Vuelta a España und der Giro d’Italia Ende Oktober überschnitten. Zudem musste der Auslandsstart in Utrecht abgesagt werden, und die Spanien-Rundfahrt führte über nur 18 Etappen. 2021 kehrte das Rennen jedoch in seiner ursprünglichen Form wieder zurück. Sowohl 2020 als auch 2021 ging der Gesamtsieg an Primož Roglič, der die Vuelta a España somit bereits dreimal gewinnen konnte. Die Strecke der Spanien-Rundfahrt hat sich in den vergangenen Jahren nicht wesentlich verändert. Im Jahr 2022 wurden jedoch deutlich weniger steile Anstiege absolviert. Ob dieser Trend anhält, wird sich in den kommenden Jahren zeigen. Der Auslandstart in Utrecht wurde im Jahr 2022 nachgeholt. Die Ausgabe von 2022 konnte der Belgier Remco Evenepoel für sich entscheiden. Im Jahr 2023 stellte die Jumbo-Visma-Mannschaft mit Sepp Kuss, Jonas Vingegaard und Primož Roglič die ersten drei Fahrer der Gesamtwertung. 2024 gewann erneut Primož Roglič, womit er den bisherigen Rekord von Roberto Heras mit vier Gesamtsiegen egalisierte.

## Streckenführung
Die Vuelta a España wird über drei Wochen mit vier Wochenenden ausgetragen. Die Start- und Zielorte ändern sich bei jeder Austragung, wobei vereinzelt bekannte Streckenpassagen immer wieder im Programm der Rundfahrt auftauchen. Die Etappen lassen sich in Flachetappen, Mittelgebirgsetappen, Hochgebirgsetappen und Zeitfahretappen unterteilen, wobei die Profile unterschiedlichen Fahrertypen liegen. In der näheren Vergangenheit setzte die Organisation vermehrt auf Etappen mit hügeligem und gebirgigem Terrain, was vor allem den Kletter-Spezialisten (Bergfahrern) zugutekommt. Zudem sind in der Regel ein Einzelzeitfahren und ein Mannschaftszeitfahren im Programm der Spanien-Rundfahrt enthalten. Anders als bei den anderen Grand Tours werden bei der Vuelta a España oft bereits in der ersten Woche schwere Bergankünfte durchgeführt. Die entscheidenden Bergetappen findet man meist am Ende der zweiten Woche, ehe auf der vorletzten Etappe eine letzte schwere Bergprüfung wartet. Die letzte Etappe der Spanien-Rundfahrt endet meist auf einem flachen Rundkurs in der Hauptstadt Madrid, wobei in den Jahren 2014 und 2021 ein Einzelzeitfahren nach Santiago de Compostela den Abschluss der dreiwöchigen Rundfahrt bildete.
Die Gesamtdistanz hat sich über die Jahre ebenfalls geändert. Die längste Spanien-Rundfahrt fand im Jahr 1941 statt und führt über 4455 Kilometer, was einem Schnitt von 212 Kilometer pro Tag entspricht. Heutzutage liegt die Gesamtdistanz meist bei rund 3300 Kilometern, was einem Tagesschnitt von etwa 157 Kilometern entspricht. Damals waren auch Etappen mit einer Länge von über 300 Kilometern üblich, während heutzutage nur noch vereinzelt Tagesabschnitt über mehr als 200 Kilometer führen. Zudem werden seit dem Jahr 2000 zwei Ruhetage abgehalten, die meistens nach den Etappen neun und fünfzehn positioniert sind. Im Falle von Auslandstarts wird aufgrund der Transferwege meist ein dritter Ruhetag hinzugefügt.
Neben dem spanischen Festland fanden bereits Etappen auf den Inseln Mallorca, Teneriffa und Gran Canaria statt. Fixe Bestandteile der Rundfahrt waren in den letzten Jahren nur die Regionen Kantabrien und Asturien, die sich im Norden des Landes befinden. Weiters führt die Rundfahrt vermehrt durch Andalusien und die Valencianische Gemeinschaft sowie die Autonome Gemeinschaft Baskenland, die seit 2011 wieder angesteuert wird. Die weiteren Regionen sind, abgesehen von der Autonomen Gemeinschaft Madrid, eher sporadisch im Programm der Rundfahrt zu finden.

### Berge
In Bezug auf Bergetappen kann die Organisation der Vuelta a España auf eine Vielzahl von Gebirgen zurückgreifen. Im Norden des Landes befindet sich das Kantabrische Gebirge, in dem mit dem Alto de Angliru (1557 m) und den Lagos de Covadonga (1120 m) die wohl bekanntesten Anstiege des Rennens liegen. Etwas weiter im Osten findet sich der Anstieg von Los Machucos (880 m), der aufgrund seiner Steigung von rund 25 % den Beinamen „rampas inhumans“ trägt. Im Nordwesten des Landes befindet sich in der Region Galicien der kurze, aber steile Mirador de Ézaro (278 m), der eine Steigung von 29 % aufweist. Im Süden Spaniens findet sich in Andalusien die Betische Kordillere mit der Sierra Nevada. Hier erreichte die Vuelta a España im Jahr 1994 mit der Zielankunft auf der Alto Hoya de la Mora (2520 m) zum ersten Mal ihren bisher höchsten Punkt. Ebenfalls häufig im Programm der Rundfahrt ist das Iberische Scheidegebirge im Norden von Madrid. Hier liegen die Anstiege nach La Covatilla (1965 m) und Bola del Mundo (2247 m) sowie zahlreiche Pässe wie der Puerto de Navacerrada. Der erste kategorisierte Anstieg, der bei der Erstaustragung der Vuelta a España im Jahr 1935 absolviert wurde, war die Alto del León (1115 m), auch bekannt als Puerto de Guadarrama, die ebenfalls im Iberischen Scheidegebirge liegt. Heutzutage führt häufig die vorletzte Etappe durch diesen Gebirgszug. Die Pyrenäen findet man eher selten im Programm der Spanien-Rundfahrt. Die erste Bergankunft in diesem Gebirgszug fand im Jahr 1972 in Formigal statt. In der nähren Vergangenheit kombinierte die Organisation der Rundfahrt einen Abstecher in die Pyrenäen mit einer Etappenankunft in Andorra oder Frankreich. Weitere bekannte Anstiege des Rennens sind der Peña Cabarga (565 m) und der Xorret de Catí (1100 m).

### Ausland

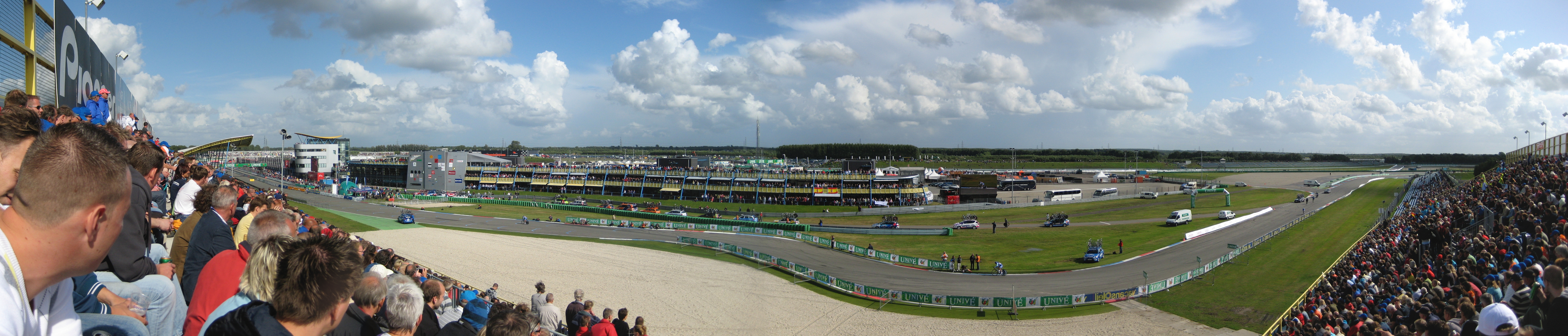
Der 2. Auslandstart der Vuelta auf dem TT Circuit Assen (2009)

Im Vergleich zu den anderen beiden Grand Tours führt die Vuelta a España nur selten ins Ausland. Zum ersten Mal überquerte das Rennen im Jahr 1955 die Landesgrenze und führte nach Bayonne, das im französischen Teil des Baskenlandes liegt. In den folgenden Jahren wurde Frankreich immer wieder als Zielort angesteuert, ehe die Strecke im Jahr 1965 nach Andorra führte. Um das dritte Nachbarland Portugal machte die Rundfahrt für lange Zeit einen weiten Bogen, ehe Lissabon im Jahr 1997 den ersten Auslandsstart der Spanien-Rundfahrt durchführte. 2009 folgte der zweite Auslandstart in den Niederlanden, ehe die Strecke auf den anschließenden Etappen durch Deutschland und Belgien führte. Nach Nîmes im Jahr 2017, fand der letzte Auslandstart bei Vuelta a España 2022 in Utrecht und somit erneut in den Niederlanden statt. In Andorra und Frankreich nutzten die Veranstalter immer wieder die ausländischen Pyrenäen-Pässe, wie den Col d’Aubisque (1709 m) oder den Port de Envalira (2408 m). Mit dem Col du Tourmalet (2115 m) war für das Jahr 2020 sogar eine Bergankunft auf einem der bekanntesten Anstiegen der Tour de France geplant.

## Wertungen
Neben der Gesamtwertung gibt es bei der Vuelta a España auch Sonderwertungen.
Die Gestaltung der Wertungstrikots für den Gesamtführenden und die Führenden in ausgewählten Sonderwertungen änderte sich dabei mehrmals. Aktuell werden Wertungstrikots für die Gesamtwertung (rot), Punktewertung (grün), Bergwertung (weiß mit blauen Punkten) und Nachwuchswertung (weiß) vergeben. Der offizielle Ausstatter der Trikots bei der Spanien-Rundfahrt ist seit dem Jahr 2017 der italienische Radsportkleidungshersteller Santini.[1]
Neben den Wertungstrikots werden auch besondere Rückennummern vergeben. So tragen die Fahrer des führenden Teams der Mannschaftswertung sowie der Etappensieger der vorherigen Etappe eine rote Rückennummer. Diese unterscheiden sich zwar nicht farblich, aber durch ihren Sponsor. Der aktivste Fahrer, der am Ende jeder Etappe gewählt wird, trägt am nachfolgenden Etappentag eine Goldene Rückennummer.

### Gesamtwertung
Der Führende der Gesamtwertung, also jener Fahrer, der die geringste Gesamtzeit aufweist, trägt das Rote Trikot (spanisch Maillot Rojo). Seit der ersten Austragung der Vuelta a España im Jahr 1935 wird der Gesamtführende mit einem Trikot ausgezeichnet. Anders als bei den anderen beiden Grand Tours, wechselte das Trikot jedoch bereits öfters die Farbe. Ursprünglich trug der Gesamtführende ein orange-farbenes Trikot, ehe es nach der ersten Pause im Jahr 1941 weiß war. Im Jahr darauf kehrte man zu orange zurück, wechselte die Farbe nach der zweiten Pause jedoch ab 1946 bis ins Jahr 1950 wieder auf weiß, wobei diesmal ein roter Strich das Trikot prägte. Nachdem die Vuelta a España ab dem Jahr 1955 jährlich ausgetragen wurde, änderte man das Trikot des Führenden in der Gesamtwertung auf gelb, was – mit der einzigen Ausnahme im Jahr 1977 (orange) – bis ins Jahr 1988 unverändert blieb. Danach folgte das goldene Trikot, ehe im Jahr 2010 das bis heute genutzte Rote Trikot eingeführt wurde. Der aktuelle Sponsor des Trikots der Gesamtwertung ist das französische Unternehmen Groupe Carrefour, das im Einzel- und Großhandel tätig ist.

### Punktewertung
Die Punktewertung wurde bei der Vuelta a España erstmals im Jahr 1945 ausgerichtet, wobei sie in den anschließenden Austragungen immer wieder aus dem Programm gestrichen wurde. Seit dem Jahr 1955, ab dem die Spanien-Rundfahrt jährlich stattfand, ist sie jedoch wieder ein Fixpunkt des Rennens. Punkte im Kampf um das grüne Trikot (spanisch Malliot Verde) erhalten Fahrer bei den Zielankünften und Zwischensprints, die während der Etappe abgenommen werden. Bis ins Jahr 2020 wurde bei allen Zielankünfte die gleiche Anzahl an Punkten vergeben. Dies führte aufgrund der zahlreichen Bergankünfte dazu, dass sich immer wieder die Gesamtklassement-Fahrer in der Punktewertung durchsetzten und die Sprinter nur geringe Chancen auf einen Sieg in der Sonderwertung hatten. Ab dem Jahr 2021 unterteilt die Organisation der Vuelta a España die Etappen in flache, hüglige, Berg- und Zeitfahretappen und vergibt bei den Zielankünften unterschiedlich viele Punkte. Auch das Trikot des Führenden in der Punktewertung änderte in der Geschichte der Spanien-Rundfahrt immer wieder seine Farbe, ehe es im Jahr 2009 die derzeitige Farbe Grün annahm. Der aktuelle Sponsor des Trikots der Punktewertung ist der tschechische Automobilhersteller Škoda.

### Bergwertung
Die Bergwertung war bereits Teil der Erstaustragung der Vuelta a España im Jahr 1935 und war mit Ausnahme des Jahres 1936 stets im Programm der Rundfahrt vertreten. Im Laufe der Jahre änderte sich jedoch auch in dieser Wertung das Design des Führungstrikots. Seit dem Jahr 2010 ist das ursprünglich grüne Wertungstrikot weiß mit blauen Punkten. Bergwertungen werden auf bestimmten von der Organisation ausgewählten Anstiegen abgehalten. Dabei hängt die Anzahl der Punkte von der Schwierigkeit des Anstiegs ab. Man unterscheidet zwischen Anstiegen der 4., 3., 2. und 1. Kategorie sowie der höchsten Categoría especial. Zusätzlich gibt es die Cima Alberto Fernández, die meist einen berühmten Anstieg des Rennens auszeichnet und die höchste Punkteanzahl bringt. Der aktuelle Sponsor der Bergwertung ist der spanische Wett- und Lotterieanbieter Loterías y Apuestas del Estado.

### Nachwuchswertung
In der Nachwuchswertung werden alle Fahrer erfasst, die sich im 25. Lebensjahr oder darunter befinden. Diese Sonderwertung wurde erstmals im Jahr 2019 ausgetragen und orientiert sich nach dem Gesamtklassement. Der Führende der Nachwuchswertung trägt ein weißes Trikot (spanisch Malliot blanco), dass von dem aktuellen Sponsor Plenitude präsentiert wird, der ein Teil des italienischen Mineralöl- und Energiekonzerns Eni ist.

### Mannschaftswertung
Die Mannschaftswertung der Vuelta a España geht zurück bis ins Jahr 1935, als die Rundfahrt das erste Mal ausgetragen wurde. Seither wurde sie bei jeder weiteren Austragung vergeben. Heutzutage erkennt man das führende Team der Mannschaftswertung an den roten Rückennummern der Fahrer. Die Wertung ergibt sich aus der Addition der Zeiten der ersten drei Fahrer einer Mannschaft, die die Ziellinie auf einer Etappe überqueren. Die Mannschaftswertung basiert auf den Regeln des Weltradsportverbandes UCI, der dies im Artikel 2.3.044 vorschreibt. Der aktuelle Sponsor des Trikots der Mannschaftswertung ist das spanische staatliche Postunternehmen Correos.

### Kombinationswertung
In einigen Jahren wurde diese Wertung ausgetragen, der Führende trug das Weiße Trikot. Die Summe der Platzierungen in der Gesamtwertung, der Bergwertung und der Punktewertung ergaben das Resultat für diese Sonderwertung.

### Etappensieger
Anders als bei den anderen Grand Tours trägt der Etappensieger des vorherigen Abschnitts ebenfalls eine rote Rückennummer. Als Sponsor fungiert hier aktuell die französische Verbraucherbank Cofidis.

### Kämpferischster Fahrer
Am Ende jeder Etappe, wird der „kämpferischste Fahrer“ gewählt. In dieser Wertung entscheiden die TV-Zuseher über den Sieger. Dieser „Combativity Award“ dient den Fahrern der Rundfahrt als Anreiz, um sich in Szene zu setzen und möglichst lange in Fluchtgruppen zu bleiben. Der ausgezeichnete Fahrer trägt am folgenden Etappentag eine Goldene Rückennummer, die von dem Sponsor ElPozo präsentiert wird, bei dem es sich um einen spanischen Hersteller von Fleisch- und Wurstwaren handelt.

## Rekorde

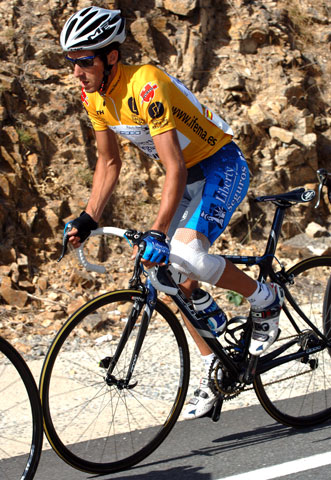
Der Rekord-Gesamtsieger Roberto Heras im Führungstrikot bei der Vuelta a España 2001

- Meiste Gesamtsiege: Roberto Heras und Primož Roglič je 4
- Meiste Etappensiege: Delio Rodríguez 39
- Meiste Etappensiege während einer Vuelta: Freddy Maertens 13
- Meiste Tage im Führungstrikot: Alex Zülle 45
- Meiste Siege in der Punktewertung: Sean Kelly und Laurent Jalabert je 4
- Meiste Siege in der Bergwertung: José Luis Laguía 5
- Größte Differenz zwischen dem Sieger und dem Zweiten: 30 Minuten und 8 Sekunden (1945)
- Kleinste Differenz zwischen dem Sieger und dem Zweiten: 6 Sekunden (1984)
- Ältester Gesamtsieger: Chris Horner 41 Jahre 328 Tage (2013)
- Jüngster Gesamtsieger: Angelino Soler 21 Jahre 168 Tage (1961)

### Mehrfachsieger
| # | Name               | Siege | Zweiter | Dritter |
| - | ------------------ | ----- | ------- | ------- |
| 1 | Roberto Heras      | 4     | 1       | 1       |
| 2 | Primož Roglič      | 4     | 0       | 1       |
| 3 | Tony Rominger      | 3     | 0       | 1       |
| 4 | Alberto Contador   | 3     | 0       | 0       |
| 5 | Julián Berrendero  | 2     | 2       | 0       |
| 5 | Chris Froome       | 2     | 2       | 0       |
| 7 | Pedro Delgado      | 2     | 1       | 2       |
| 8 | Alex Zülle         | 2     | 1       | 0       |
| 9 | Gustaaf Deloor     | 2     | 0       | 0       |
| 9 | Jose Manuel Fuente | 2     | 0       | 0       |
| 9 | Bernard Hinault    | 2     | 0       | 0       |

Stand: nach der Vuelta 2024

### Rekord-Etappensieger
| #  | Name                | Siege |
| -- | ------------------- | ----- |
| 1  | Delio Rodriguez     | 39    |
| 2  | Alessandro Petacchi | 20    |
| 3  | Laurent Jalabert    | 18    |
| 3  | Rik van Looy        | 18    |
| 5  | Sean Kelly          | 16    |
| 6  | Primož Roglič       | 15    |
| 7  | Gerben Karstens     | 14    |
| 8  | Freddy Maertens     | 13    |
| 8  | Tony Rominger       | 13    |
| 10 | Domingo Perurena    | 12    |
| 10 | Alejandro Valverde  | 12    |
| 10 | Marcel Wüst         | 12    |

Stand: Nach der Vuelta 2024

## Etappen in Deutschland
Im Jahre 2009 erreichte die Vuelta auf der dritten Etappe bei Emmerich erstmals deutsches Gebiet.